# Freddy Kottulinsky
Winfried Philippe Adalbert Karl Graf Kottulinsky Freiherr von Kottulin, noto come Freddy Kottulinsky (Monaco di Baviera, 20 luglio 1932 – Karlstad, 4 maggio 2010), è stato un pilota di rally svedese naturalizzato tedesco, vincitore in carriera di una edizione del Rally Dakar (1980).

## Biografia
Vinse una delle prime edizioni del rally raid africano pur non avendo alcuna esperienza in materia, ma essendo supportato da una notevole quantità di pezzi di ricambio. In carriera è stato pilota di Formula 2, Formula 3 e Campionato turismo svedese, al volante di una BMW, è morto nel 2010 a 77 anni

## Palmarès
Rally Dakar
- 1 vittoria (1980, auto)

## Risultati

### ICM
- 1970 - Botkyrka MK - BMW 2002 - 16° al Rally di Svezia
- 1971 - Toyota - ? al Rally di Svezia

### WRC
| 1973 | Scuderia | Vettura        |  |    |  |  |  |  |  |  |  |  |  |  |  |  |  |  | Punti | Pos. |
| ---- | -------- | -------------- |  | -- |  |  |  |  |  |  |  |  |  |  |  |  |  |  | ----- | ---- |
| 1973 |          | Toyota Corolla |  | 23 |  |  |  |  |  |  |  |  |  |  |  |  |  |  |       |      |

| 1975 | Scuderia | Vettura           |  |  |  |  |  |  |  |  |  |     |  |  |  |  |  |  | Punti | Pos. |
| ---- | -------- | ----------------- |  |  |  |  |  |  |  |  |  | --- |  |  |  |  |  |  | ----- | ---- |
| 1975 |          | Volkswagen Golf I |  |  |  |  |  |  |  |  |  | Rit |  |  |  |  |  |  |       |      |

| 1976 | Scuderia | Vettura         |     |  |  |  |  |  |  |  |  |  |  |  |  |  |  |  | Punti | Pos. |
| ---- | -------- | --------------- | --- |  |  |  |  |  |  |  |  |  |  |  |  |  |  |  | ----- | ---- |
| 1976 |          | Volkswagen Golf | Rit |  |  |  |  |  |  |  |  |  |  |  |  |  |  |  |       |      |

| 1978 | Scuderia        | Vettura               |  |  |  |  |  |     |  |  |  |  |     |  |  |  |  |  | Punti | Pos. |
| ---- | --------------- | --------------------- |  |  |  |  |  | --- |  |  |  |  | --- |  |  |  |  |  | ----- | ---- |
| 1978 | Audi Motorsport | Audi 80 S Audi 80 GTE |  |  |  |  |  | Rit |  |  |  |  | Rit |  |  |  |  |  |       |      |

| 1979 | Scuderia        | Vettura     |  |  |   |  |     |  |    |  |  |  |  |  |  |  |  |  | Punti | Pos. |
| ---- | --------------- | ----------- |  |  | - |  | --- |  | -- |  |  |  |  |  |  |  |  |  | ----- | ---- |
| 1979 | Audi Motorsport | Audi 80 GLE |  |  | 7 |  | Rit |  | 27 |  |  |  |  |  |  |  |  |  | 4     | 44º  |

| Legenda | 1º posto | 2º posto | 3º posto | A punti | Senza punti | Ritirato | Squalificato | NP=Non partito C=Gara cancellata | Apice=Power stage |

### Dakar
| Anno | Classe | Scuderia | Vettura          | Pos. | TV |
| ---- | ------ | -------- | ---------------- | ---- | -- |
| 1980 | Auto   |          | Volkswagen Iltis | 1º   | ?  |